# Unicodeblock Brahmi
Der Unicodeblock „Brahmi“ (U+11000 bis U+1107F) kodiert die Brahmi-Schrift, den Vorläufer der heutigen Schriften des indischen Schriftenkreises.

## Liste
| Unicodenummer   | Zeichen (400 %) | Kategorie                               | Bidirektionale Klasse       | Offizielle Bezeichnung           | Beschreibung                                        |
| --------------- | --------------- | --------------------------------------- | --------------------------- | -------------------------------- | --------------------------------------------------- |
| U+11000 (69632) | 𑀀                | Markierung mit Extrabreite              | links nach rechts           | BRAHMI SIGN CANDRABINDU          | Brahmi-Zeichen Chandrabindu                         |
| U+11001 (69633) | 𑀁                | Markierung ohne Extrabreite             | Markierung ohne Extrabreite | BRAHMI SIGN ANUSVARA             | Brahmi-Zeichen Anusvara                             |
| U+11002 (69634) | 𑀂                | Markierung mit Extrabreite              | links nach rechts           | BRAHMI SIGN VISARGA              | Brahmi-Zeichen Visarga                              |
| U+11003 (69635) | 𑀃               | anderer Buchstabe, Silbe oder Ideogramm | links nach rechts           | BRAHMI SIGN JIHVAMULIYA          | Brahmi-Zeichen Jihvamuliya                          |
| U+11004 (69636) | 𑀄               | anderer Buchstabe, Silbe oder Ideogramm | links nach rechts           | BRAHMI SIGN UPADHMANIYA          | Brahmi-Zeichen Upadhmaniya                          |
| U+11005 (69637) | 𑀅               | anderer Buchstabe, Silbe oder Ideogramm | links nach rechts           | BRAHMI LETTER A                  | Brahmi-Buchstabe A                                  |
| U+11006 (69638) | 𑀆               | anderer Buchstabe, Silbe oder Ideogramm | links nach rechts           | BRAHMI LETTER AA                 | Brahmi-Buchstabe Aa                                 |
| U+11007 (69639) | 𑀇               | anderer Buchstabe, Silbe oder Ideogramm | links nach rechts           | BRAHMI LETTER I                  | Brahmi-Buchstabe I                                  |
| U+11008 (69640) | 𑀈               | anderer Buchstabe, Silbe oder Ideogramm | links nach rechts           | BRAHMI LETTER II                 | Brahmi-Buchstabe Ii                                 |
| U+11009 (69641) | 𑀉               | anderer Buchstabe, Silbe oder Ideogramm | links nach rechts           | BRAHMI LETTER U                  | Brahmi-Buchstabe U                                  |
| U+1100A (69642) | 𑀊               | anderer Buchstabe, Silbe oder Ideogramm | links nach rechts           | BRAHMI LETTER UU                 | Brahmi-Buchstabe Uu                                 |
| U+1100B (69643) | 𑀋               | anderer Buchstabe, Silbe oder Ideogramm | links nach rechts           | BRAHMI LETTER VOCALIC R          | Brahmi-Buchstabe vokalisches R                      |
| U+1100C (69644) | 𑀌               | anderer Buchstabe, Silbe oder Ideogramm | links nach rechts           | BRAHMI LETTER VOCALIC RR         | Brahmi-Buchstabe vokalisches Rr                     |
| U+1100D (69645) | 𑀍               | anderer Buchstabe, Silbe oder Ideogramm | links nach rechts           | BRAHMI LETTER VOCALIC L          | Brahmi-Buchstabe vokalisches L                      |
| U+1100E (69646) | 𑀎               | anderer Buchstabe, Silbe oder Ideogramm | links nach rechts           | BRAHMI LETTER VOCALIC LL         | Brahmi-Buchstabe vokalisches Ll                     |
| U+1100F (69647) | 𑀏               | anderer Buchstabe, Silbe oder Ideogramm | links nach rechts           | BRAHMI LETTER E                  | Brahmi-Buchstabe E                                  |
| U+11010 (69648) | 𑀐               | anderer Buchstabe, Silbe oder Ideogramm | links nach rechts           | BRAHMI LETTER AI                 | Brahmi-Buchstabe Ai                                 |
| U+11011 (69649) | 𑀑               | anderer Buchstabe, Silbe oder Ideogramm | links nach rechts           | BRAHMI LETTER O                  | Brahmi-Buchstabe O                                  |
| U+11012 (69650) | 𑀒               | anderer Buchstabe, Silbe oder Ideogramm | links nach rechts           | BRAHMI LETTER AU                 | Brahmi-Buchstabe Au                                 |
| U+11013 (69651) | 𑀓               | anderer Buchstabe, Silbe oder Ideogramm | links nach rechts           | BRAHMI LETTER KA                 | Brahmi-Buchstabe Ka                                 |
| U+11014 (69652) | 𑀔               | anderer Buchstabe, Silbe oder Ideogramm | links nach rechts           | BRAHMI LETTER KHA                | Brahmi-Buchstabe Kha                                |
| U+11015 (69653) | 𑀕               | anderer Buchstabe, Silbe oder Ideogramm | links nach rechts           | BRAHMI LETTER GA                 | Brahmi-Buchstabe Ga                                 |
| U+11016 (69654) | 𑀖               | anderer Buchstabe, Silbe oder Ideogramm | links nach rechts           | BRAHMI LETTER GHA                | Brahmi-Buchstabe Gha                                |
| U+11017 (69655) | 𑀗               | anderer Buchstabe, Silbe oder Ideogramm | links nach rechts           | BRAHMI LETTER NGA                | Brahmi-Buchstabe Nga                                |
| U+11018 (69656) | 𑀘               | anderer Buchstabe, Silbe oder Ideogramm | links nach rechts           | BRAHMI LETTER CA                 | Brahmi-Buchstabe Ca                                 |
| U+11019 (69657) | 𑀙               | anderer Buchstabe, Silbe oder Ideogramm | links nach rechts           | BRAHMI LETTER CHA                | Brahmi-Buchstabe Cha                                |
| U+1101A (69658) | 𑀚               | anderer Buchstabe, Silbe oder Ideogramm | links nach rechts           | BRAHMI LETTER JA                 | Brahmi-Buchstabe Ja                                 |
| U+1101B (69659) | 𑀛               | anderer Buchstabe, Silbe oder Ideogramm | links nach rechts           | BRAHMI LETTER JHA                | Brahmi-Buchstabe Jha                                |
| U+1101C (69660) | 𑀜               | anderer Buchstabe, Silbe oder Ideogramm | links nach rechts           | BRAHMI LETTER NYA                | Brahmi-Buchstabe Nya                                |
| U+1101D (69661) | 𑀝               | anderer Buchstabe, Silbe oder Ideogramm | links nach rechts           | BRAHMI LETTER TTA                | Brahmi-Buchstabe Tta                                |
| U+1101E (69662) | 𑀞               | anderer Buchstabe, Silbe oder Ideogramm | links nach rechts           | BRAHMI LETTER TTHA               | Brahmi-Buchstabe Ttha                               |
| U+1101F (69663) | 𑀟               | anderer Buchstabe, Silbe oder Ideogramm | links nach rechts           | BRAHMI LETTER DDA                | Brahmi-Buchstabe Dda                                |
| U+11020 (69664) | 𑀠               | anderer Buchstabe, Silbe oder Ideogramm | links nach rechts           | BRAHMI LETTER DDHA               | Brahmi-Buchstabe Ddha                               |
| U+11021 (69665) | 𑀡               | anderer Buchstabe, Silbe oder Ideogramm | links nach rechts           | BRAHMI LETTER NNA                | Brahmi-Buchstabe Nna                                |
| U+11022 (69666) | 𑀢               | anderer Buchstabe, Silbe oder Ideogramm | links nach rechts           | BRAHMI LETTER TA                 | Brahmi-Buchstabe Ta                                 |
| U+11023 (69667) | 𑀣               | anderer Buchstabe, Silbe oder Ideogramm | links nach rechts           | BRAHMI LETTER THA                | Brahmi-Buchstabe Tha                                |
| U+11024 (69668) | 𑀤               | anderer Buchstabe, Silbe oder Ideogramm | links nach rechts           | BRAHMI LETTER DA                 | Brahmi-Buchstabe Da                                 |
| U+11025 (69669) | 𑀥               | anderer Buchstabe, Silbe oder Ideogramm | links nach rechts           | BRAHMI LETTER DHA                | Brahmi-Buchstabe Dha                                |
| U+11026 (69670) | 𑀦               | anderer Buchstabe, Silbe oder Ideogramm | links nach rechts           | BRAHMI LETTER NA                 | Brahmi-Buchstabe Na                                 |
| U+11027 (69671) | 𑀧               | anderer Buchstabe, Silbe oder Ideogramm | links nach rechts           | BRAHMI LETTER PA                 | Brahmi-Buchstabe Pa                                 |
| U+11028 (69672) | 𑀨               | anderer Buchstabe, Silbe oder Ideogramm | links nach rechts           | BRAHMI LETTER PHA                | Brahmi-Buchstabe Pha                                |
| U+11029 (69673) | 𑀩               | anderer Buchstabe, Silbe oder Ideogramm | links nach rechts           | BRAHMI LETTER BA                 | Brahmi-Buchstabe Ba                                 |
| U+1102A (69674) | 𑀪               | anderer Buchstabe, Silbe oder Ideogramm | links nach rechts           | BRAHMI LETTER BHA                | Brahmi-Buchstabe Bha                                |
| U+1102B (69675) | 𑀫               | anderer Buchstabe, Silbe oder Ideogramm | links nach rechts           | BRAHMI LETTER MA                 | Brahmi-Buchstabe Ma                                 |
| U+1102C (69676) | 𑀬               | anderer Buchstabe, Silbe oder Ideogramm | links nach rechts           | BRAHMI LETTER YA                 | Brahmi-Buchstabe Ya                                 |
| U+1102D (69677) | 𑀭               | anderer Buchstabe, Silbe oder Ideogramm | links nach rechts           | BRAHMI LETTER RA                 | Brahmi-Buchstabe Ra                                 |
| U+1102E (69678) | 𑀮               | anderer Buchstabe, Silbe oder Ideogramm | links nach rechts           | BRAHMI LETTER LA                 | Brahmi-Buchstabe La                                 |
| U+1102F (69679) | 𑀯               | anderer Buchstabe, Silbe oder Ideogramm | links nach rechts           | BRAHMI LETTER VA                 | Brahmi-Buchstabe Va                                 |
| U+11030 (69680) | 𑀰               | anderer Buchstabe, Silbe oder Ideogramm | links nach rechts           | BRAHMI LETTER SHA                | Brahmi-Buchstabe Sha                                |
| U+11031 (69681) | 𑀱               | anderer Buchstabe, Silbe oder Ideogramm | links nach rechts           | BRAHMI LETTER SSA                | Brahmi-Buchstabe Ssa                                |
| U+11032 (69682) | 𑀲               | anderer Buchstabe, Silbe oder Ideogramm | links nach rechts           | BRAHMI LETTER SA                 | Brahmi-Buchstabe Sa                                 |
| U+11033 (69683) | 𑀳               | anderer Buchstabe, Silbe oder Ideogramm | links nach rechts           | BRAHMI LETTER HA                 | Brahmi-Buchstabe Ha                                 |
| U+11034 (69684) | 𑀴               | anderer Buchstabe, Silbe oder Ideogramm | links nach rechts           | BRAHMI LETTER LLA                | Brahmi-Buchstabe Lla                                |
| U+11035 (69685) | 𑀵               | anderer Buchstabe, Silbe oder Ideogramm | links nach rechts           | BRAHMI LETTER OLD TAMIL LLLA     | Brahmi-Buchstabe alttamilisches Llla                |
| U+11036 (69686) | 𑀶               | anderer Buchstabe, Silbe oder Ideogramm | links nach rechts           | BRAHMI LETTER OLD TAMIL RRA      | Brahmi-Buchstabe alttamilisches Rra                 |
| U+11037 (69687) | 𑀷               | anderer Buchstabe, Silbe oder Ideogramm | links nach rechts           | BRAHMI LETTER OLD TAMIL NNNA     | Brahmi-Buchstabe alttamilisches Nnna                |
| U+11038 (69688) | 𑀸                | Markierung ohne Extrabreite             | Markierung ohne Extrabreite | BRAHMI VOWEL SIGN AA             | Brahmi-Vokalzeichen Aa                              |
| U+11039 (69689) | 𑀹                | Markierung ohne Extrabreite             | Markierung ohne Extrabreite | BRAHMI VOWEL SIGN BHATTIPROLU AA | Brahmi-Vokalzeichen Bhattiprolu-Aa                  |
| U+1103A (69690) | 𑀺                | Markierung ohne Extrabreite             | Markierung ohne Extrabreite | BRAHMI VOWEL SIGN I              | Brahmi-Vokalzeichen I                               |
| U+1103B (69691) | 𑀻                | Markierung ohne Extrabreite             | Markierung ohne Extrabreite | BRAHMI VOWEL SIGN II             | Brahmi-Vokalzeichen Ii                              |
| U+1103C (69692) | 𑀼                | Markierung ohne Extrabreite             | Markierung ohne Extrabreite | BRAHMI VOWEL SIGN U              | Brahmi-Vokalzeichen U                               |
| U+1103D (69693) | 𑀽                | Markierung ohne Extrabreite             | Markierung ohne Extrabreite | BRAHMI VOWEL SIGN UU             | Brahmi-Vokalzeichen Uu                              |
| U+1103E (69694) | 𑀾                | Markierung ohne Extrabreite             | Markierung ohne Extrabreite | BRAHMI VOWEL SIGN VOCALIC R      | Brahmi-Vokalzeichen vokalisches R                   |
| U+1103F (69695) | 𑀿                | Markierung ohne Extrabreite             | Markierung ohne Extrabreite | BRAHMI VOWEL SIGN VOCALIC RR     | Brahmi-Vokalzeichen vokalisches Rr                  |
| U+11040 (69696) | 𑁀                | Markierung ohne Extrabreite             | Markierung ohne Extrabreite | BRAHMI VOWEL SIGN VOCALIC L      | Brahmi-Vokalzeichen vokalisches L                   |
| U+11041 (69697) | 𑁁                | Markierung ohne Extrabreite             | Markierung ohne Extrabreite | BRAHMI VOWEL SIGN VOCALIC LL     | Brahmi-Vokalzeichen vokalisches Ll                  |
| U+11042 (69698) | 𑁂                | Markierung ohne Extrabreite             | Markierung ohne Extrabreite | BRAHMI VOWEL SIGN E              | Brahmi-Vokalzeichen E                               |
| U+11043 (69699) | 𑁃                | Markierung ohne Extrabreite             | Markierung ohne Extrabreite | BRAHMI VOWEL SIGN AI             | Brahmi-Vokalzeichen Ai                              |
| U+11044 (69700) | 𑁄                | Markierung ohne Extrabreite             | Markierung ohne Extrabreite | BRAHMI VOWEL SIGN O              | Brahmi-Vokalzeichen O                               |
| U+11045 (69701) | 𑁅                | Markierung ohne Extrabreite             | Markierung ohne Extrabreite | BRAHMI VOWEL SIGN AU             | Brahmi-Vokalzeichen Au                              |
| U+11046 (69702) | 𑁆                | Markierung ohne Extrabreite             | Markierung ohne Extrabreite | BRAHMI VIRAMA                    | Brahmi-Zeichen Virama                               |
| U+11047 (69703) | 𑁇               | andere Interpunktion                    | links nach rechts           | BRAHMI DANDA                     | Brahmi-Zeichen Danda                                |
| U+11048 (69704) | 𑁈               | andere Interpunktion                    | links nach rechts           | BRAHMI DOUBLE DANDA              | Brahmi-Zeichen doppeltes Danda                      |
| U+11049 (69705) | 𑁉               | andere Interpunktion                    | links nach rechts           | BRAHMI PUNCTUATION DOT           | Brahmi-Satzzeichen Punkt                            |
| U+1104A (69706) | 𑁊               | andere Interpunktion                    | links nach rechts           | BRAHMI PUNCTUATION DOUBLE DOT    | Brahmi-Satzzeichen Doppelpunkt                      |
| U+1104B (69707) | 𑁋               | andere Interpunktion                    | links nach rechts           | BRAHMI PUNCTUATION LINE          | Brahmi-Satzzeichen Linie                            |
| U+1104C (69708) | 𑁌               | andere Interpunktion                    | links nach rechts           | BRAHMI PUNCTUATION CRESCENT BAR  | Brahmi-Satzzeichen durchgestrichenes gespiegeltes C |
| U+1104D (69709) | 𑁍               | andere Interpunktion                    | links nach rechts           | BRAHMI PUNCTUATION LOTUS         | Brahmi-Satzzeichen Lotus                            |
| U+11052 (69714) | 𑁒               | anderes Zahlzeichen                     | anderes neutrales Zeichen   | BRAHMI NUMBER ONE                | Brahmi-Zahl Eins                                    |
| U+11053 (69715) | 𑁓               | anderes Zahlzeichen                     | anderes neutrales Zeichen   | BRAHMI NUMBER TWO                | Brahmi-Zahl Zwei                                    |
| U+11054 (69716) | 𑁔               | anderes Zahlzeichen                     | anderes neutrales Zeichen   | BRAHMI NUMBER THREE              | Brahmi-Zahl Drei                                    |
| U+11055 (69717) | 𑁕               | anderes Zahlzeichen                     | anderes neutrales Zeichen   | BRAHMI NUMBER FOUR               | Brahmi-Zahl Vier                                    |
| U+11056 (69718) | 𑁖               | anderes Zahlzeichen                     | anderes neutrales Zeichen   | BRAHMI NUMBER FIVE               | Brahmi-Zahl Fünf                                    |
| U+11057 (69719) | 𑁗               | anderes Zahlzeichen                     | anderes neutrales Zeichen   | BRAHMI NUMBER SIX                | Brahmi-Zahl Sechs                                   |
| U+11058 (69720) | 𑁘               | anderes Zahlzeichen                     | anderes neutrales Zeichen   | BRAHMI NUMBER SEVEN              | Brahmi-Zahl Sieben                                  |
| U+11059 (69721) | 𑁙               | anderes Zahlzeichen                     | anderes neutrales Zeichen   | BRAHMI NUMBER EIGHT              | Brahmi-Zahl Acht                                    |
| U+1105A (69722) | 𑁚               | anderes Zahlzeichen                     | anderes neutrales Zeichen   | BRAHMI NUMBER NINE               | Brahmi-Zahl Neun                                    |
| U+1105B (69723) | 𑁛               | anderes Zahlzeichen                     | anderes neutrales Zeichen   | BRAHMI NUMBER TEN                | Brahmi-Zahl Zehn                                    |
| U+1105C (69724) | 𑁜               | anderes Zahlzeichen                     | anderes neutrales Zeichen   | BRAHMI NUMBER TWENTY             | Brahmi-Zahl Zwanzig                                 |
| U+1105D (69725) | 𑁝               | anderes Zahlzeichen                     | anderes neutrales Zeichen   | BRAHMI NUMBER THIRTY             | Brahmi-Zahl Dreißig                                 |
| U+1105E (69726) | 𑁞               | anderes Zahlzeichen                     | anderes neutrales Zeichen   | BRAHMI NUMBER FORTY              | Brahmi-Zahl Vierzig                                 |
| U+1105F (69727) | 𑁟               | anderes Zahlzeichen                     | anderes neutrales Zeichen   | BRAHMI NUMBER FIFTY              | Brahmi-Zahl Fünfzig                                 |
| U+11060 (69728) | 𑁠               | anderes Zahlzeichen                     | anderes neutrales Zeichen   | BRAHMI NUMBER SIXTY              | Brahmi-Zahl Sechzig                                 |
| U+11061 (69729) | 𑁡               | anderes Zahlzeichen                     | anderes neutrales Zeichen   | BRAHMI NUMBER SEVENTY            | Brahmi-Zahl Siebzig                                 |
| U+11062 (69730) | 𑁢               | anderes Zahlzeichen                     | anderes neutrales Zeichen   | BRAHMI NUMBER EIGHTY             | Brahmi-Zahl Achtzig                                 |
| U+11063 (69731) | 𑁣               | anderes Zahlzeichen                     | anderes neutrales Zeichen   | BRAHMI NUMBER NINETY             | Brahmi-Zahl Neunzig                                 |
| U+11064 (69732) | 𑁤               | anderes Zahlzeichen                     | anderes neutrales Zeichen   | BRAHMI NUMBER ONE HUNDRED        | Brahmi-Zahl Hundert                                 |
| U+11065 (69733) | 𑁥               | anderes Zahlzeichen                     | anderes neutrales Zeichen   | BRAHMI NUMBER ONE THOUSAND       | Brahmi-Zahl Tausend                                 |
| U+11066 (69734) | 𑁦               | Dezimalziffer                           | links nach rechts           | BRAHMI DIGIT ZERO                | Brahmi-Ziffer Null                                  |
| U+11067 (69735) | 𑁧               | Dezimalziffer                           | links nach rechts           | BRAHMI DIGIT ONE                 | Brahmi-Ziffer Eins                                  |
| U+11068 (69736) | 𑁨               | Dezimalziffer                           | links nach rechts           | BRAHMI DIGIT TWO                 | Brahmi-Ziffer Zwei                                  |
| U+11069 (69737) | 𑁩               | Dezimalziffer                           | links nach rechts           | BRAHMI DIGIT THREE               | Brahmi-Ziffer Drei                                  |
| U+1106A (69738) | 𑁪               | Dezimalziffer                           | links nach rechts           | BRAHMI DIGIT FOUR                | Brahmi-Ziffer Vier                                  |
| U+1106B (69739) | 𑁫               | Dezimalziffer                           | links nach rechts           | BRAHMI DIGIT FIVE                | Brahmi-Ziffer Fünf                                  |
| U+1106C (69740) | 𑁬               | Dezimalziffer                           | links nach rechts           | BRAHMI DIGIT SIX                 | Brahmi-Ziffer Sechs                                 |
| U+1106D (69741) | 𑁭               | Dezimalziffer                           | links nach rechts           | BRAHMI DIGIT SEVEN               | Brahmi-Ziffer Sieben                                |
| U+1106E (69742) | 𑁮               | Dezimalziffer                           | links nach rechts           | BRAHMI DIGIT EIGHT               | Brahmi-Ziffer Acht                                  |
| U+1106F (69743) | 𑁯               | Dezimalziffer                           | links nach rechts           | BRAHMI DIGIT NINE                | Brahmi-Ziffer Neun                                  |
| U+1107F (69759) | 𑁿                | Markierung ohne Extrabreite             | Markierung ohne Extrabreite | BRAHMI NUMBER JOINER             | Brahmi-Zahlenverbinder                              |